# Dərəcənnət
Dərəcənnət è un comune dell'Azerbaigian situato nel distretto di Şəki. Conta una popolazione di 803 abitanti.